# Жукеев, Тулеген Тлекович
Толеген Тлекович Жукеев (каз. Төлеген Тілекұлы Жүкеев, 19 апреля 1949 г., с. Доссор Макатского района Атырауской области) — государственный и общественный деятель.

## Биография
- Толеген Жукеев родился 19 апреля 1949 года в селе Доссор.
- 1972 г. окончил Институт нефти и химии им. Азизбекова в Баку, столице Азербайджана..
- С 1972 по 1975 год работал в ряде нефтяных компаний в Атырауской области.
- С 1975 года занимал различные партийные должности в Мангистауской области.
- С 1988 по 1990 год работал в экономическом отделе ЦК КПСС.
- С 1991 года он был первым заместителем председателя Комитета по поддержке новых экономических структур и ограничений на монополии.
- 1992—1993 годы, государственный советник Республики Казахстан, заместитель председателя Совета безопасности.
- 1994 г. Заместитель Премьер-министра Республики Казахстан, секретарь Совета безопасности.
- 1995—2000 гг. Чрезвычайный и Полномочный Посол Республики Казахстан в Республике Корея.
- С 2000 по 2005 год он был Чрезвычайным и Полномочным Послом Республики Казахстан в Исламской Республике Иран.[1]

## Семья
- Отец: Тілек Есетов
- Мать: Қисықбасова Жамал
- Сын: Руслан (1974)